# Onthophagus carinensis
Onthophagus carinensis là một loài bọ cánh cứng trong họ Bọ hung (Scarabaeidae).